# Радка Конфорти
Радка Пенева (Конфорти) е българска оперна певица – сопран. Тя има кратка, но бляскава кариера и талант от световна класа, със способността да украси всяка голяма оперна сцена с великолепния си спинтов сопранов глас. 

## Биография
Радка Конфорти многократно е олицетворявана от съвременните музикалните критици като природно явление. Родена е на 1 декември 1922 в село Дойренци, Ловешко. Музикалното си обучение започва в родното си село при учителя по литература и музика Димитър Аджарски, който открива дарбата в нея и я насърчава да учи пеене. Средно образование завършва в Смесена гимназия „Цар Борис III“, Ловеч (1943). След като завършва гимназия пристига в София и бива приета веднага в Консерваторията като „изключително дарование“, където учи при доайена на българската вокална педагогика професор Христо Бръмбаров, който е и солист на Операта. Междувременно Радка Конфорти е солистка на фолклорната група „Росна китка“ при Българско национално радио. Скоро нейният учител я представя в Операта и бива назначена за стажантка, каквато е практиката тогава, независимо от възможностите и таланта.

## Активен период
Постъпва в Софийската опера като певица сопран. Приема артистичния псевдоном Конфорти. Дебютът на Радка Конфорти е в малката роля на графиня Чепрано от „Риголето“ на Верди (10 януари 1951 г.). След този дебют тя започва да получава отговорни и предимно главни сопранови роли, с което бързо става необходима за театъра. Нейният драматичен сопран е със значителен обем, изравнени регистри, пробивност, с особена топлота на тона, съчетана с ефектен метален блясък във височините и възможност да постига ярки динамични контрасти, да гради постепенно и убедително сценичните кулминации.
В сценичен план тя е преди всичко драматичка, дори трагичка. Там е силата ѝ като актриса. Никога не е участвала в комична опера. Тези свои ценни качества певицата разгръща с голям успех в трудните роли на Аида, Леонора от „Трубадур“, Елизабет от „Дон Карлос“, Тоска, Сента от „Летящия холандец“, Биза от „Дама Пика“, Турандот. В своето време тя е просто ненадмината в тях. Два записа – на ариите от „Аида“ и „Дама Пика“ – убеждават в това.
Радка Конфорти е направила около двадесет различни роли, като сред тях критиката отбелязва по значимост също: Елена от „Момчил“ на Любомир Пипков, Халка от едноименната опера на Станислав Монюшко, Цвета от операта на Маестро Атанасов, Ема от „Хованщина“ и др. Пее предимно на своята любима сцена Софийската опера, гостува рядко навън (понеже времената са били такива) – гастролира преди всичко в страните от „лагера“ като / Чехия, Полша, Румъния, Югославия (1959 г.), Китай (1950 г.)/. С огромен успех през 1952 г. пее на сцените на Болшой театър в Москва и през 1957 г. в Кировския театър в Ленинград. Там тя прави и голяма част от своите незабравими записи.
Умира на 10 юли 1964 г. в София след тежко заболяване.